# Gonzalo de Jesús Rivera Gómez

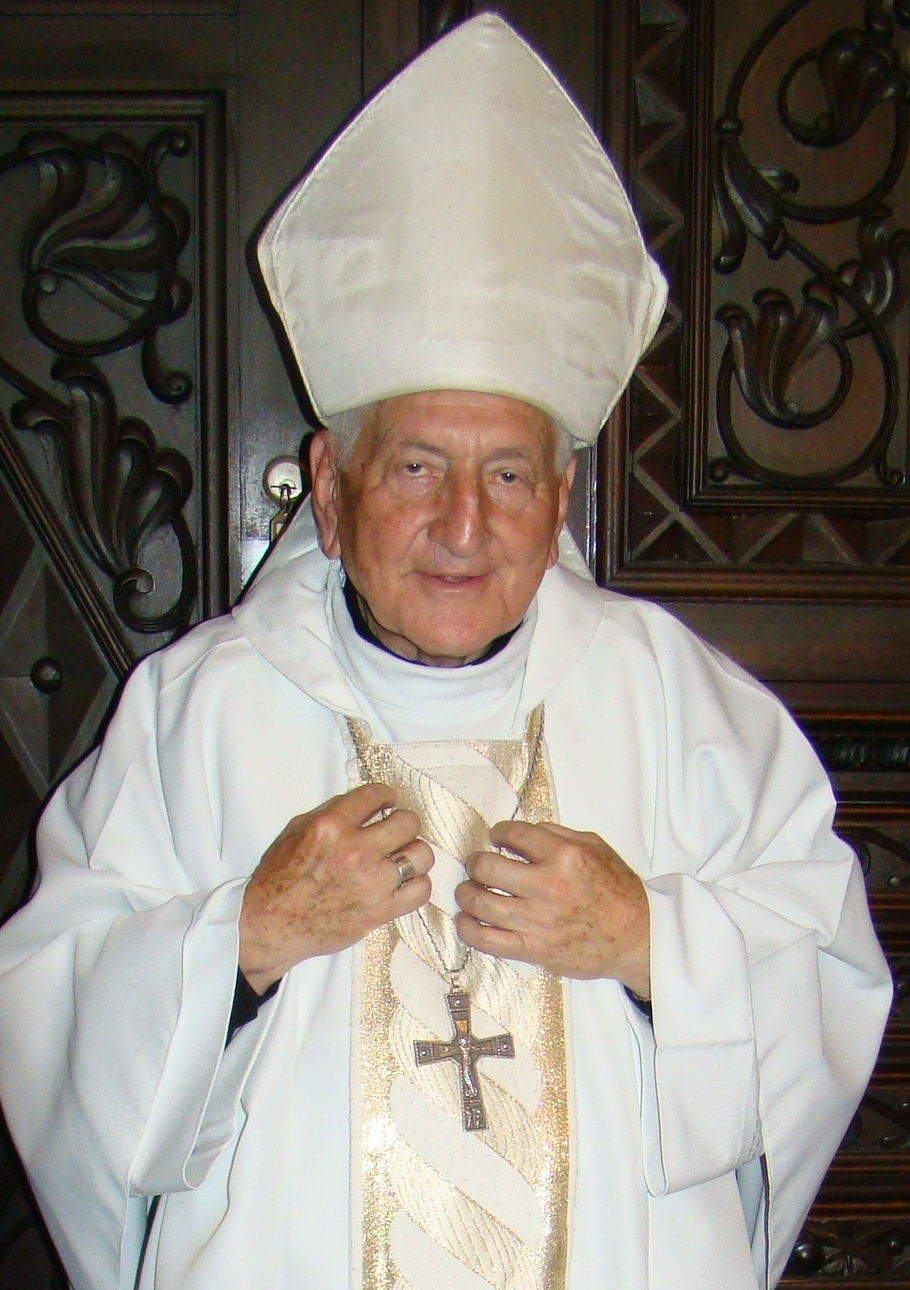
Gonzalo Rivera Gómez (2011)

Gonzalo de Jesús Rivera Gómez (* 3. November 1933 in Marinilla; † 20. Oktober 2019 in Rionegro) war ein kolumbianischer Geistlicher und römisch-katholischer Weihbischof in Medellín.

## Leben
Gonzalo de Jesús Rivera Gómez empfing nach seiner theologischen Ausbildung am Großen Seminar von Medellín am 16. Oktober 1960 die Priesterweihe. Neben vielfältiger seelsorgerischer Tätigkeit war er als Bischofsvikar engagiert.
Papst Johannes Paul II. ernannte ihn am 28. Januar 1998 zum Weihbischof in Medellín und Titularbischof von Bennefa. Der Erzbischof von Medellín, Alberto Giraldo Jaramillo PSS, spendete ihm am 25. März desselben Jahres die Bischofsweihe; Mitkonsekratoren waren Héctor Rueda Hernández, Alterzbischof von Medellín, und Paolo Romeo, Apostolischer Nuntius in Kolumbien.
Am 16. Februar 2010 nahm Papst Benedikt XVI. sein altersbedingtes Rücktrittsgesuch an.